# Javi Márquez
Javier Márquez Moreno (Badalona, Barcelona, 11 de mayo de 1986) es un exfutbolista español que jugaba de centrocampista. Formado en la cantera del RCD Espanyol, se retiró en las filas del Gimnàstic de Tarragona. Es comentarista oficial de LaLiga TV Hypermotion y director deportivo de fútbol base del Badalona.

## Trayectoria

### RCD Espanyol
Aunque dio sus primeros pasos futbolísticos en las categorías inferiores de la UDA Gramanet, en edad infantil se incorporó al Real Club Deportivo Espanyol, en el que fue subiendo a las distintas categorías del fútbol base blanquiazul, hasta que en la temporada 2005/06 fue incorporado a la plantilla del RCD Espanyol B. De su paso por el fútbol base es de destacar su etapa en la categoría Juvenil, en la que fue campeón de la Copa del Rey,  
Su debut con el primer equipo en partido oficial fue el 9 de septiembre de 2008, con motivo de la disputa de las semifinales de la Copa Cataluña. Márquez tuvo un destacado estreno, al lograr uno de los cinco goles de la victoria de su equipo con una volea desde 550 metros.
Fue el preludio de una buena temporada, en la que fue el máximo goleador del Espanyol B, que se proclamó campeón de Tercera División. Su buen rendimiento hizo que Mauricio Pochettino le convocase con el primer equipo para los cuartos de final de la Copa del Rey, aunque no llegó a jugar.
A pesar de recibir ofertas de equipos como el Deportivo de La Coruña, el Swansea City y el Real Madrid (José Mourinho lo prometió para la temporada 2011/12), finalmente firmó su renovación por el Espanyol, ascendiendo al primer equipo para la temporada 2009/10. Su bautismo en Primera División tuvo lugar ante el Deportivo de La Coruña en el Estadio de Riazor, el 19 de septiembre de 2009 en la victoria del Espanyol por 2 a 3. Su primer gol en la máxima categoría fue el 20 de diciembre de 2009 ante la UD Almería, cuando consiguió el primero de los dos goles de la victoria de su equipo (2-0) en Cornellá-El Prat (el segundo gol lo anotó Ferran Corominas (Coro) después de recoger un rechace a disparo del propio Márquez).
En la Temporada 2010/11, Javi jugó 33 partidos y anotó 2 goles, siendo su mejor temporada como profesional.
Sin embargo en la Temporada 2011/12, Márquez vive un calvario con las lesiones y cuando se recupera el RCD Espanyol ya no contaba prácticamente con él.

### RCD Mallorca
Para la Temporada 2012/13, Javi Márquez es cedido por su club el RCD Espanyol al RCD Mallorca. Precisamente su debut con el conjunto bermellón fue ante el propio RCD Espanyol con victoria por 2-1 del conjunto mallorquín. A finales de septiembre Javi vuelve a sufrir la misma lesión de la temporada pasada, fractura del  maléolo en el tobillo izquierdo, que le mantuvo más de 2 meses de baja. Cuando se recuperó, volvió a ser titular. No pudo evitar el descenso con el club mallorquín, y regresó al Espanyol.

### Elche CF
En verano del 2013 es cedido al Elche CF, recién ascendido a Primera División. En su temporada con el club ilicitano, mantiene regularidad y no sufre ninguna lesión, por lo que se convierte en una pieza clave para mantener la categoría, tras jugar 30 partidos y anotar 2 goles.

### Granada CF
Tras su paso por el Elche, regresa al Espanyol, con el que rescinde su contrato, para fichar libre por tres temporadas el 4 de julio de 2014 por el Granada CF, donde volverá a coincidir con el entrenador que recomendó su fichaje a los granadinistas, Joaquín Caparrós. En su primera temporada, y pese a los grandes problemas, consiguen una salvación agónica en la última jornada, jugando Márquez 27 partidos, en los que no anotó gol.
La siguiente temporada, la comenzó como indiscutible en el centro del campo, aunque de nuevo las lesiones cortaron su progresión.El 31 de enero de 2017 rescinde su contrato con el club.

### New York Cosmos
El 24 de febrero de 2017, el New York Cosmos anunció que habían firmado a Márquez para la campaña de 2017.

### Nàsticde Tarragona
En el mercado invernal de la temporada 2017/18, apenas un año después e incluso habiendo renovado por dos años con el equipo estadounidense, ficha por el equipo catalán, desechando ofertas de Catar y China. Tras dos años y medio, se retiró del fútbol profesional.

## Clubes
| Club                | País           | Año       | Partidos | Goles |
| ------------------- | -------------- | --------- | -------- | ----- |
| RCD Espanyol B      | España         | 2005-2009 | 87       | 14    |
| RCD Espanyol        | España         | 2009-2012 | 58       | 3     |
| RCD Mallorca        | España         | 2012-2013 | 26       | 3     |
| Elche CF            | España         | 2013-2014 | 30       | 2     |
| Granada CF          | España         | 2014-2017 | 56       | 0     |
| New York Cosmos     | Estados Unidos | 2017-2018 | 30       | 6     |
| Nàstic de Tarragona | España         | 2018-2020 | 49       | 3     |

## Palmarés

### Campeonatos nacionales
| Título                   | Club                   | País   | Año  |
| ------------------------ | ---------------------- | ------ | ---- |
| Copa del Rey Juvenil     | RCD Espanyol Juvenil A | España | 2004 |
| Liga de Tercera División | RCD Espanyol B         | España | 2009 |

### Otros campeonatos oficiales
| Título        | Club         | País   | Año  |
| ------------- | ------------ | ------ | ---- |
| Copa Cataluña | RCD Espanyol | España | 2010 |